# 戸部敦夫
戸部 敦夫（とべ あつお）は、日本の男性アニメーター、キャラクターデザイナー、メカニックデザイナー。父は演出家の戸部信一で、母は声優の小原乃梨子。立教大学卒業。

## 参加作品

### テレビアニメ
1981年
- 最強ロボ ダイオージャ（動画）
- うる星やつら（動画・原画）

1982年
- 愛の戦士レインボーマン（動画）

1983年
- 亜空大作戦スラングル（原画）
- 超時空要塞マクロス（原画）
- 銀河疾風サスライガー（OP動画）
- キャプテン翼（原画）
- 超時空世紀オーガス（原画）
- 機甲創世記モスピーダ（原画）

1984年
- 超時空騎団サザンクロス（原画）
- 超攻速ガルビオン（原画）
- 魔法の妖精ペルシャ（原画 #15 #34）

1985年
- 魔法のスターマジカルエミ（原画 #13 #21）

1986年
- 魔法のアイドルパステルユーミ（原画 #8 #20 #25）
- ドテラマン（原画）

1989年
- 機動警察パトレイバー（作画監督）
- 天空戦記シュラト（OPアニメーション）

1994年
- BLUE SEED（作画監督）

1995年
- 神秘の世界エルハザード（作画監督）
- スレイヤーズ（作画監督）

1996年
- 赤ちゃんと僕（原画）
- スレイヤーズNEXT（作画監督）

1997年
- スレイヤーズTRY（作画監督・絵コンテ）
- はいぱーぽりす（作画監督）
- フォーチュン・クエストL（作画監督）

1998年
- ロスト・ユニバース（オープニングアニメーション）
- ジェネレイターガウル（作画監督）
- ブレンパワード（作画監督）

1999年
- A.D.POLICE（作画監督）
- ∀ガンダム（作画監督）
- ワイルドアームズ トワイライトヴェノム（作画監督）

2000年
- 犬夜叉（作画監督）
- タイムボカン2000 怪盗きらめきマン（作画監督）
- ラブひな（作画監督）

2001年
- 激闘!クラッシュギアTURBO（キャラクターデザイン・作画監督）

2004年
- 陰陽大戦記（絵コンテ）
- ケロロ軍曹（絵コンテ）
- 焼きたて!!ジャぱん（キャラクターデザイン・作画監督・絵コンテ）

2006年
- イノセント・ヴィーナス（作画監督）
- 結界師（デザイン協力・作画監督・絵コンテ）

2007年
- 鋼鉄神ジーグ（絵コンテ）

2008年
- テイルズ オブ ジ アビス（絵コンテ・作画監督）
- ペンギンの問題（絵コンテ）
- ヤッターマン（第2作）（作画監督）

2009年
- 犬夜叉 完結編（絵コンテ・作画監督）

2010年
- ペンギンの問題Max（絵コンテ）

2011年
- はっぴーカッピ（絵コンテ）
- ペンギンの問題DX?（絵コンテ）

2012年
- ZETMAN（作画監督）
- 夏色キセキ（原画）
- キングダム（キャラクターデザイン・絵コンテ・作画監督）
- 貧乏神が!（原画）
- 機動戦士ガンダムAGE（原画）

2013年
- 幕末義人伝 浪漫（原画）
- アイカツ!（絵コンテ）

2014年
- とある飛空士への恋歌（作画監督）
- ガンダム Gのレコンギスタ（メカ作画監督・原画）

2015年
- 境界のRINNE（作画監督）

2016年
- 境界のRINNE 2ndシリーズ（作画監督）
- アイカツスターズ!（絵コンテ）

2017年
- 覆面系ノイズ（原画）
- おそ松さん 第2期（絵コンテ）

2018年
- ポチっと発明 ピカちんキット（絵コンテ）

2020年
- 半妖の夜叉姫（絵コンテ・作画監督・原画）

2022年
- 機動戦士ガンダム 水星の魔女（メカニック作画監督・キャラクター作画監督）

2023年
- 虚構推理 Season2（作画監督）

### 劇場アニメ
2004年
- 犬夜叉 紅蓮の蓬莱島（作画監督）

2009年
- 劇場版ペンギンの問題 幸せの青い鳥でごペンなさい（絵コンテ）

2010年
- 劇場版 銀魂 新訳紅桜篇（原画）

2011年
- ドラえもん 新・のび太と鉄人兵団 〜はばたけ 天使たち〜（原画）

2013年
- 劇場版 銀魂 完結篇 万事屋よ永遠なれ（原画）
- ドラえもん のび太のひみつ道具博物館（原画）

2014年
- ドラえもん 新・のび太の大魔境 〜ペコと5人の探検隊〜（原画）

2016年
- ドラえもん 新・のび太の日本誕生（原画）

### OVA
1987年
- ダーティペア（オープニング原画）

1988年
- 銀河英雄伝説 第1期（原画）

1989年
- 敵は海賊〜猫たちの饗宴〜（作画監督）

1990年
- 暗黒神話（原画）

1993年
- 流星機ガクセイバー（作画・キャラクター設定・メカニック設定・原画・OP・ED原画）

1994年
- 新・キューティーハニー（作画監督）

1996年
- 特務戦隊シャインズマン（メカニックデザイン）

2003年
- マジンカイザー 死闘!暗黒大将軍（作画監督）

2004年
- 新ゲッターロボ（絵コンテ・作画監督）

2010年
- 機動戦士ガンダムUC（原画）

### Webアニメ
2020年
- ガンダムビルドダイバーズRe:RISE（絵コンテ）